# Praearcturus gigas
Praearcturidae, Praearcturus
Famille
Genre
Espèce
Praearcturus gigas, unique représentant du genre Praearcturus et de la famille des Praearcturidae, est une espèce fossile de scorpions.

## Répartition
Cette espèce a été découverte à Rowlstone en Angleterre. Elle date du Dévonien.

## Publications originales
- Woodward, 1871 : « On the remains of a giant isopod Praearcturus gigas (H. Woodward) from the Old Red Sandstone of Rowlestone quarry, Herefordshire. » Transactions of the Woolhope Field Naturalist’s Club, vol. 1870, p. 266-270 (texte intégral).
- Kjellesvig-Waering, 1986 : « A restudy of the fossil Scorpionida of the world. » Palaeontographica Americana, vol. 55, p. 5-287.